# Robert Ehret
Robert Ehret (* 19. Juli 1925 in Mannheim; † 2. August 2022) war ein deutscher Bankmanager und Vorstandsmitglied der Deutschen Bank.

## Leben
Robert Ehret, promovierter Bankjurist, trat 1953 in die Deutsche Bank ein und war in Nachfolge von Hans Feith von 1970 bis 1985 in der Ära Alfred Herrhausens Mitglied des Vorstandes der Deutschen Bank. Am 14. Mai 1985 wurde Ehret Mitglied des Aufsichtsrates der Deutschen Bank AG und hier insbesondere Mitglied des Kreditausschusses des Aufsichtsrats. Nachfolger von Ehret im Vorstand wurde Rolf-Ernst Breuer.
Er war Vorstandsmitglied bei BASF, Bosch, John Deere, Otto, Ferrero und Salamander. Seit 1973 war er im Aufsichtsrat des Hamburger Zeitschriftenkonzerns Gruner + Jahr sowie 1976 Aufsichtsratsvorsitzender der damals größten privaten Hypothekenbank Frankfurter Hypo.
Robert Ehret hatte als Kapitalmarktexperte den Spitznamen „Goldene Spürnase“.
Er war seit 1957 Mitglied der katholischen Studentenverbindung K.D.St.V. Churpfalz Mannheim im CV.
Robert Ehret starb am 2. August 2022 im Alter von 97 Jahren.